# Il valzer di un giorno
Il valzer di un giorno è il quarto album in studio del cantante italiano Gianmaria Testa, pubblicato nel 2000 dall'etichetta discografica Harmonia Mundi/Warner.

## Tracce
1. Il viaggio – 3:32
2. Sono belle le cose – 1:38
3. Dentro la tasca di un qualunque mattino – 2:48
4. Un aeroplano a vela – 3:20
5. La traiettorie delle mongolfiere – 3:31
6. Sappi che tutte le strade – 0:23
7. Come le onde del mare – 3:05
8. Lampo – 2:55
9. Città lunga – 3:49
10. Avrei voluto baciarti – 0:20
11. Gli amanti di roma – 2:50
12. L'automobile – 3:20
13. Avessi un veliero e un timone – 0:18
14. Le donne nelle stazioni – 3:05
15. Piccoli fiumi – 3:57
16. Mi sento solo – 1:12
17. Polvere di gesso – 4:22
18. Il valzer di un giorno – 3:29

Durata totale: 47:54

## Formazione
- Gianmaria Testa - voce, chitarra
- Pier Mario Giovannone - chitarra